# Agrostophyllum cycloglossum
Agrostophyllum cycloglossum är en orkidéart som beskrevs av Rudolf Schlechter. Agrostophyllum cycloglossum ingår i släktet Agrostophyllum och familjen orkidéer. Inga underarter finns listade i Catalogue of Life.